# Hunter × Hunter: The Last Mission
Hunter × Hunter: The Last Mission (jap. 劇場版 Hunter×Hunter - The Last Mission- Gekijō-ban Hantā Hantā: Za rasuto misshon) – japoński film animowany z 2013 roku na podstawie mangi Hunter × Hunter autorstwa Yoshihiro Togashiego. Film został wyprodukowany przez studio Madhouse i wyreżyserowany przez Keiichirō Kawaguchiego, natomiast jego premiera w japońskich kinach odbyła się 27 grudnia 2013.

## Fabuła
Akcja filmu rozpoczyna się kilkadziesiąt lat przed wydarzeniami z Hunter x Hunter, gdy przewodniczący Stowarzyszenia Łowców, Isaac Netero, pokonuje potężnego wroga znanego jako Jed. Następnie historia wraca do teraźniejszości, gdzie grupa zamaskowanych osób wdziera się do więzienia i uwalnia jeńców, rekrutując ich do swojego planu. Jakiś czas później Gon i Killua robią sobie przerwę od wypraw z Kite’em, aby ponownie odwiedzić Podniebną Arenę i kibicować swojemu przyjacielowi Zushiemu w turnieju wraz z Wingiem i Biscuit. W międzyczasie Leorio, który również ma się z nimi spotkać, zostaje zaatakowany i znokautowany przez zamaskowanych mężczyzn. Przed rozpoczęciem turnieju Gon i Killua składają wizytę Netero, który również znajduje się w budynku, ale arena zostaje opanowana przez wrogów, z których pierwszy, Gaki, zastępuje pierwszego przeciwnika Zushiego i pokonuje go, drugi, Shura, przejmuje system bezpieczeństwa, a trzecia, Rengoku, dźga się nożem i rzuca klątwę na Netero, aby zapieczętować jego Nen i unieruchomić go. Następnie pojawia się przywódca wroga, który zrzuca Gona i Killuę z wieży, ale dwójce udaje się uniknąć upadku i wrócić do budynku, kilka pięter niżej.
Netero rozpoznaje przywódcę jako Jeda, który okazuje się być jego byłym przyjacielem i przywódcą Cienia, tajnego oddziału Stowarzyszenia Łowców, który został zniszczony przez przewodniczącego po tym, jak zaczęli korzystać z przeklętej mocy zwanej „On”, która jest przeciwieństwem Nenu i jest napędzana czystą nienawiścią użytkownika. Celem Jeda i jego towarzyszy jest zmuszenie Stowarzyszenia Łowców do ujawnienia „Czarnego Raportu”, rejestru zbrodni popełnionych na potomkach Cienia, którzy pokojowo osiedlili się po zniszczeniu organizacji, ale jakiś czas później byli niesłusznie ścigani przez rząd, a trójka ocalałych, Gaki, Shura i Rengoku, wykorzystała swoją nienawiść, aby ożywić Jeda, który nauczył ich używać Onu. W międzyczasie Gon i Killua przedostają się do wieży, dopóki nie pojawia się Gaki, który z nimi walczy, natomiast Kurapika, który był obecny na turnieju, by eskortować swojego pracodawcę, Neona, konfrontuje się z Shurą. Wśród chaosu, Leorio podnosi się z kanałów wewnątrz budynku i pomaga mu Hisoka, który również był w budynku, aby dołączyć do Kurapiki. Kiedy Gon i Killua pokonują Gakiego, ten ulega autodestrukcji, ponieważ jego przymierze mówi, że przegrana z łowcą będzie kosztować go życie. Kurapika również pokonuje Shurę z pomocą Leorio, ale przed śmiercią Shura zaraża Kurapikę krwią Jeda, pieczętując jego Nen i twierdząc, że umrze, chyba że w zamian będzie teraz wykorzystywać On.
Po ponownym spotkaniu z resztą, Gon i Killua decydują się na konfrontację z Jedem na dachu, podczas gdy Leorio zostaje, aby zająć się Kurapiką. Przy okazji Gon również zostaje zainfekowany jego krwią i postanawia wykorzystać On, aby nadal z nim walczyć, podczas gdy Killua przekonuje Rengoku, by porzuciła swoją nienawiść, po czym ta umiera, uwalniając Netero od swojej klątwy. Netero konfrontuje się z Jedem, ale zamiast go atakować, postanawia odpierać wszystkie jego ataki, dopóki nienawiść do niego nie ustąpi. Jed zostaje ostatecznie pokonany, gdy Gon oczyszcza On w swoim ciele za pomocą własnego Nenu i robi to samo z nim, pozwalając mu w końcu umrzeć w spokoju. Po pokonaniu pozostałych członków Cienia, Podniebna Arena wraca do normalności, a turniej wreszcie może się rozpocząć.

## Obsada
| Postać             | Seiyū            |
| ------------------ | ---------------- |
| Isaac Netero       | Ichirō Nagai     |
| Gon Freecss        | Megumi Han       |
| Killua Zoldyck     | Mariya Ise       |
| Jed                | Shidō Nakamura   |
| Rengoku            | Mizuki Yamamoto  |
| Shura              | Hiroyuki Amano   |
| Kurapika           | Miyuki Sawashiro |
| Leorio Paradinight | Keiji Fujiwara   |
| Zushi              | Yuka Terasaki    |
| Wing               | Toshihiko Seki   |
| Neon               | Kana Ueda        |
| Hisoka Morow       | Daisuke Namikawa |
| Biscuit Krueger    | Chisa Yokoyama   |
| Beans              | Ichitarō Ai      |
| Melody             | Miina Tominaga   |
| Cocco              | Kotono Mitsuishi |

## Produkcja
Film został zapowiedziany 12 stycznia 2013 jako teaser na końcu pierwszego filmu Hunter × Hunter: Phantom Rouge. W 37. numerze „Shūkan Shōnen Jump”, wydanym w sierpniu 2013, ujawniono datę premiery i podstawowy zarys fabuły. Pierwszy zwiastun filmu ukazał się niecałe dwa tygodnie później. Podobnie jak w poprzednim filmie, duet muzyczny Yuzu również wykonał motyw przewodni filmu zatytułowany „Hyōri ittai” (jap. 表裏一体). Drugi pełny zwiastun został wydany w listopadzie. Powieść na podstawie filmu, napisana przez Hajime Tanakę, została wydana 27 grudnia 2013.

## Wydanie
Premiera Hunter × Hunter: The Last Mission odbyła się 27 grudnia 2013. W ciągu pierwszych dziesięciu dni film zarobił 571 milionów jenów (5,47 miliona dolarów) w japońskim box office. W trzecim tygodniu kwota ta wzrosła do 689 924 282 jenów (6 614 304 dolarów). Film zarobił w japońskim box office łącznie 850 milionów jenów (8,71 miliona dolarów).
23 lipca 2014 film został wydany na DVD, sprzedając się w 3 367 egzemplarzach w pierwszym tygodniu i zajmując siódme na liście Oriconu w kategorii DVD z animacją japońską.